# Stigmatomyces ephydrae
Stigmatomyces ephydrae är en svampart som beskrevs av L. Mercier & R. Poiss. 1927. Stigmatomyces ephydrae ingår i släktet Stigmatomyces och familjen Laboulbeniaceae.   Inga underarter finns listade i Catalogue of Life.